# Ulzurrun
Ulzurrun (en euskera y oficialmente Ultzurrun) es una localidad española y un concejo de la Comunidad Foral de Navarra perteneciente al municipio de Ollo. Está situado en la Merindad de Pamplona, en la Cuenca de Pamplona. Su población en 2014 fue de 81 habitantes (INE).